# Satellaview
La Satellaview és un accessori per a la Super Famicom produït per Nintendo l'any 1995, que inclou un mòdem de satèl·lit.
Amb 1 megabyte d'espai ROM i 512 kB addicionals de memòria RAM, el servei de la Satellaview permetia als jugadors descarregar jocs, revistes i altres mitjans mitjançant emissions per satèl·lit proporcionades per l'empresa japonesa St.GIGA. Comptava amb un gran suport de tercers, com ara Squaresoft, Taito, Konami i Capcom. Per utilitzar Satellaview, els jugadors havien d'adquirir un sintonitzador de satèl·lit de transmissió especial directament a St.GIGA o llogar-ne un per una tarifa de sis mesos i pagar les quotes de subscripció mensuals tant a St.GIGA com a Nintendo. L'accessori es connecta al port d'expansió de la part inferior de la consola.
Satellaview és el resultat d'una col·laboració entre Nintendo i St.GIGA, aquest últim conegut al Japó per la seva música natural "Tide of Sound". El 1994, St.GIGA estava patint econòmicament a causa de la recessió japonesa que va afectar la demanda de la seva música, i Nintendo va iniciar un pla de "rescat" comprant una acció a l'empresa. La Satellaview va ser produïda per Nintendo Research & Development 2, el mateix equip que va dissenyar la consola, i va ser creada per a un mercat més orientat als adults. L'any 1998, la relació de Nintendo amb St.GIGA començava a col·lapsar-se a causa de la negativa de St.GIGA d'un pla de gestió del seu deute i la manca d'aconseguir una llicència d'emissió del govern. Nintendo va retirar el suport per a la Satellaview el març de 1999, St.GIGA va continuar subministrant contingut fins al 30 de juny de 2000, quan el servei es va tancar completament.
L'adopció de la Satellaview per part dels consumidors es va complicar per l'auge de consoles de la cinquena generació, tecnològicament superiors, com ara la Sega Saturn, la PlayStation i la Nintendo 64, i també pel seu alt cost, particularment per la seva disponibilitat exclusiva per correu electrònic i cadenes de botigues electròniques específiques. Malgrat això, segons un informe de St.GIGA, el servei tenia més de 100.000 abonats al març de 1997. Retrospectivament, la Satellaview ha estat elogiada pels crítics pels seus assoliments tecnològics i la seva qualitat general en el seu contingut, particularment de la sèrie The Legend of Zelda. A més, en els darrers anys, ha adquirit un fort interès perquè, a causa de que tot el seu contingut només estava disponible mitjançant emissió per satèl·lit, molts continguts s'han perdut, convertint-se en lost media, amb grups de preservació de videojocs recuperant i allotjant els seus jocs i altres serveis a Internet.

## Història
Fundada a principis de 1990, St.GIGA era una filial de ràdio per satèl·lit de la companyia japonesa de televisió per satèl·lit WOWOW, amb seu a Tòquio. Acreditada com la primera estació de ràdio digital per satèl·lit del món, era mantinguda per Hiroshi Yokoi i més coneguda per les seves emissions "Tide of Sound", que eren enregistraments digitals d'alta qualitat de sons de la natura acompanyats d'un narrador de paraules parlades conegut com "la veu". L'empresa va ser inicialment un èxit, i va ser reconeguda pel seu concepte innovador i la seva peculiar metodologia. Més tard va començar a publicar àlbums amb música pròpia així com música estrangera com Hearts of Space i diverses composicions de Deep Forest, o diversos productes com guies de programes i "calendaris sonors". El 1994, St.GIGA va patir econòmicament a causa de la recessió japonesa que va reduir la despesa dels consumidors en música ambiental i sistemes de satèl·lit. Nintendo va comprar una acció del 19,5% a St.GIGA al maig, com una manera de "rescatar" l'empresa i ajudar a reestructurar-la amb èxit.
El desenvolupament de la Satellaview va començar poc després de l'adquisició, en producció juntament amb la Virtual Boy i la Nintendo 64. Mentre Nintendo produïa el perifèric, St.GIGA renovava la seva programació d'emissió per incloure un nou bloc de programació, la "Super Famicom Hour", que proporcionava consells de jocs i notícies per als propers jocs de la Super Famicom. St.GIGA proporcionaria els serveis de satèl·lit i de difusió necessaris, i acolliria moltes de les seves emissions de música i Tide of Sound més antigues, i Nintendo i altres desenvolupadors de tercers crearien jocs i altres continguts per al servei. Nintendo va aclarir a les publicacions de videojocs que gran part del contingut de la Satellaview, específicament les emissions de St.GIGA, eren principalment per a adults, i els videojocs només constituïen una petita part de l'horari d'emissió.
Nintendo va anunciar la Satellaview oficialment el 21 de desembre de 1994, a un preu de venda de 14.000 ¥, o 150 dòlars (equivalent a 97 € el 2023). Diversos desenvolupadors de tercers, com Capcom, Taito, Konami i Squaresoft, van anunciar llavors plans per produir jocs de Satellaview. L'accessori va ser dissenyat per Nintendo Research & Development 2, el mateix equip que havia dissenyat la Super Famicom. Tot i que Nintendo estava en caiguda a causa de la caiguda de les vendes de jocs de la Super Famicom i el fracàs del Virtual Boy, la seva direcció es va mantenir confiada en l'èxit de Satellaview i ajudaria a calmar qualsevol preocupació dels consumidors. El llavors president de l'empresa, Hiroshi Yamauchi, esperava vendre aproximadament 2 milions d'unitats de Satellaview cada any. Les comandes anticipades de l'accessori estaven disponibles a partir del 25 de febrer de 1995. Els serveis de difusió per a la Satellaview es van llançar l'1 d'abril i el propi dispositiu es va llançar el 24 d'abril. Només es venia per correu, en lloc de llançar-se a les botigues. La Satellaview mai es va llançar fora del Japó, cosa que algunes publicacions van citar com a causa dels costosos costos de la transmissió digital per satèl·lit i d'una suposada manca d'interès dels consumidors dels Estats Units. Després del llançament inicial del servei, St.GIGA va tenir una sèrie de problemes relacionats amb la difusió de videojocs i amb serveis relacionats del servei Satellaview, com ara problemes legals amb altres empreses i restriccions tècniques de l'època. El juny de 1996, Nintendo va anunciar una associació potencial amb Microsoft per llançar un servei similar per al Windows, que combinaria els serveis de difusió de St.GIGA amb Internet telefònic, però mai es va llançar. El març de 1997, St.GIGA va informar que Satellaview tenia 116.378 usuaris actius. A mitjans de 1998, la relació de Nintendo amb St.GIGA va començar a deteriorar-se. St.GIGA va rebutjar un pla de gestió del deute creat per Nintendo per reduir el capital de l'empresa, tot i que tenia 8.800 milions de yenes en deute, i tampoc havia pogut sol·licitar una llicència de difusió digital per satèl·lit del govern abans d'un termini. Això va portar a Nintendo a aturar tota la producció de nous jocs i contingut per al perifèric a partir de març de 1999, i a cancel·lar contingut i serveis mitjançant un nou satèl·lit BS-4. Malgrat això, St.GIGA va continuar proporcionant contingut per a Satellaview, tornant a emetre contingut antic i convertint el servei només per a videojocs. El servei Satellaview es va tancar completament el 30 de juny de 2000, a causa d'una falta severa de suport extern i d'una base de jugadors cada vegada més reduïda, baixant gairebé un 60% des del seu màxim el 1997 fins a uns 46.000 subscriptors actius. Un any més tard, St.GIGA es va declarar en fallida i es va fusionar amb l'empresa de mitjans japonesa WireBee.

## Característiques tècniques
L'accessori Satellaview es connecta al port d'expansió a la part inferior d'una Super Famicom, de manera similar a la Nintendo 64DD o a la Sega CD. El seu suport de transferència d'energia subministra la Super Famicom. El dispositiu amplia la consola amb 1 MB d'espai ROM i 512 kB de RAM. Un dispositiu Satellaview inclou un adaptador de corrent personalitzat de quatre vies i un selector AV, que connecta la consola al sintonitzador BS necessari. La informació de jocs i emissions s'emmagatzema en paquets de memòria de 8 MB, inserits a la part superior d'un cartutx d'aplicació especial. Aquests paquets de memòria es poden reescriure amb contingut nou, inclosos alguns jocs de Super Famicom, com l'RPG Maker 2. El carro del sistema requerit, anomenat BS-X: Sore wa Namae o Nusumareta Machi no Monogatari (en català, BS-X: El poble al qual li van robar el nom), serveix tant com a sistema de menú interactiu com com a joc propi. El joc presenta un món semblant al de l'EarthBound, basat en edificis que representen cadascun dels serveis de la Satellaview. Els jugadors crearien un avatar personalitzat, comprarien articles que es troben a les botigues repartides pel mapa, jugarien a minijocs, llegirien els anuncis de St.GIGA i Nintendo i participarien en concursos.

## Jocs i serveis emesos
Vegeu també: Llista de jocs i emisions de Satellaview
Es van llançar un total de 114 jocs per a la Satellaview. Alguns són remakes o actualitzacions de jocs de la Family Computer i de la Super Famicom, i altres es van crear específicament per al servei. Pel que fa a les franquícies populars de Nintendo, incloïa Kirby, F-Zero, Fire Emblem, The Legend of Zelda i Super Mario Bros. Un dels jocs originals de Nintendo és Sutte Hakkun. Alguns jocs tenien una versió especial Soundlink, que s'emetia amb la veu en directe de personalitats i comentaristes de la ràdio i versions d'alta qualitat de la música. Tanmateix, a diferència d'altres jocs de Satellaview, els jocs de SoundLink només es podien jugar quan s'estaven emetent. Nintendo celebrava sovint tornejos per a certs jocs, com Wario's Woods, que permetien als jugadors competir per premis.
A més dels jocs, els subscriptors de Satellaview podien accedir a molts altres serveis diferents. Les revistes gratuïtes incloïen publicacions de videojocs com Famitsu i Nintendo Power, o publicacions japoneses generals centrades en notícies, música o entrevistes a famosos. Un butlletí especial de St.GIGA i Nintendo incloïa actualitzacions sobre el servei, com ara concursos i esdeveniments propers.

## Recepció i llegat
Tot i que havia acumulat una base de jugadors més gran i tenia un gran èxit per a St.GIGA, Nintendo va veure la Satellaview com un fracàs comercial. Els comentaris retrospectius sobre Satellaview han estat positius. La revista Retro Gamer va aplaudir el perifèric pels seus assoliments tecnològics, proporcionant una forma inicial de jocs en línia dècades abans de l'arribada de serveis ja moderns en aquell moment com Xbox Live. A Nintendo World Report li va agradar la seva singularitat, que probablement mai no es replicarà a les consoles de videojocs modernes, i la seva biblioteca de jocs i serveis.
El 1999, Nintendo va llançar un successor espiritual de Satellaview per a la Nintendo 64, la 64DD i el seu servei d'Internet Randnet. Anunciat originalment el 1995, un any abans del llançament de la consola, el Randnet tenia moltes funcions similars, com ara un butlletí de notícies de Nintendo i jocs en línia, a més de xat i correu electrònic. Nintendo va intentar fer la transició de St.GIGA de la Satellaview a la 64DD, quan St.GIGA es va negar però, Nintendo es va associar amb l'empresa de mitjans japonesos Recruit per formar el Randnet. La 64DD va ser un fracàs comercial.
La Satellaview té un gran nombre de seguidors des de finals de la dècada de 2000 a causa que la major part del seu contingut s'ha perdut després del tancament del servei. Molts conservadors de videojocs i fans de Nintendo han cercat paquets de memòria de persones que havien utilitzat el servei mentre estava disponible amb l'esperança de recuperar jocs i dades i preservar-los en línia. Alguns fans han creat servidors personalitzats que funcionen amb el cartutx d'aplicació oficial BS-X i han traduït del japonès alguns jocs com els de la sèrie The Legend of Zelda. En els darrers anys, s'ha plantejat la preocupació per la pèrdua permanent de gran part del contingut de la Satellaview, concretament de continguts efímers, com ara l'àudio en directe de jocs Soundlink i de butlletins digitals.